# محوطه آغباش
محوطه آغباش مربوط به سدهٔ ۶ تا ۸ ه.ق است و در شهرستان خوی، بخش صفائیه، روستای آغباش واقع شده و این اثر در تاریخ ۱۷ اسفند ۱۳۸۱ با شمارهٔ ثبت ۷۸۲۶ به‌عنوان یکی از آثار ملی ایران به ثبت رسیده است.